# Шехри
Шехри (также: джиббали) — один из южноаравийских языков. Распространён в некоторых горных районах в оманской провинции Дофар, к северу от города Салала. Число носителей по данным на 1993 год составляет около 25 000 человек. Выделяют западный, восточный и центральный диалекты.
Язык наиболее известен как язык повстанцев в ходе восстания в Дофаре, недалеко от йеменской границы в 1970-е годы. Большинство носителей владеет также арабским языком.